# 蒋薇
蒋薇（1973年3月—），女，中华人民共和国外交官，现任中华人民共和国驻阿拉木图总领事。

## 生平
蒋薇毕业于北京外国语大学，1996年进入中华人民共和国外交部工作，曾任驻俄罗斯大使馆参赞兼领事部总领事、外交部领事司参赞。2021年9月，出任中华人民共和国驻阿拉木图总领事。